# Kei (prénom)
Pour les articles homonymes, voir Kei.
Kei (en hiraganas : けい) est un prénom japonais mixte qui signifie clairvoyance.

## Personnes célèbres
- Kei Kumai (熊井 啓, Kumai Kei?) est un réalisateur japonais, né en 1930 à Nagano.
- Kei Yasuda, du groupe Morning Musume (2e génération).
- Kei Toume est une mangaka née le 13 avril 1970.
- Kei membre du groupe DIO (Distraugth Overlord).
- Kei Nishikori est un joueur de tennis professionnel de haut niveau.

## Dans les œuvres de fictions
- Kei Takishima, un des personnages principaux du manga S.A Special A Class de Minami Maki.
- Kei Heidemann, un des personnages principaux du manga Seraphic feather de Hiroyuki Utatane et Toshiya Takeda.
- Kei (nom de famille inconnu), est l'héroïne du célèbre manga de science-fiction Akira de Katsuhiro Otomo.
- Kei Nagase dans Ace Combat: Squadron Leader.
- Kei Nagai dans Ajin : semi-humain créé par Gamon Sakurai et Tsuina Miura.
- Kei Tsukishima, personnage secondaire du manga Haikyū!! de Haruichi Furudate.